# Orfeusz (imię)
Orfeusz – imię męskie pochodzenia greckiego. Wywodzi się od imienia greckiego mitologicznego poety Orfeusza.
Orfeusz imieniny obchodzi 27 lutego.